# 越南—塞内加尔关系
越南－塞内加尔关系是指越南和塞内加尔历史上与现代的双边关系。兩國的政治交流可以追溯至19世纪法国殖民时期，现今越、塞二国亦维持着较为频繁的政治、经贸与人文交流。两国均為不結盟運動、77國集團、法文國家及地區國際組織成員國。

## 官方交流
两国在19世纪后半期至20世纪中叶均曾经是法兰西殖民帝国的一部分，法国殖民政府在1930年镇压安沛起义后，考虑在法属印度支那部署塞内加尔雇佣兵，其后，一些塞内加尔雇佣兵被法国派遣到法属印度支那的越南。二战结束后，这些雇佣兵也参与了第一次印度支那战争，协助法国政府镇压越盟。
马里联邦于1960年代脱离法国独立后，塞內加爾和蘇丹出现政治分歧，导致联邦解体，脱离法兰西共同体的苏丹易名为“马里”后，立即于1960年10月30日与越南民主共和国（北越）建立邦交，而亲法的塞内加尔则与同属西方阵营的越南共和国（南越）建立了邦交，南越随后亦于达喀尔建立了大使馆，维持着友好的双边往来。
塞内加尔随后于1969年12月29日与北越建交，但南越并没有立即与塞國断交，1973年8月16日，因为塞内加尔于当年7月承认越南南方共和国并建交，南越遂宣布断交以示抗议，同年9月，北越在达喀尔建立大使馆，首任大使何清琳亦于翌年2月到任。1976年7月2日，兩越統一為越南社會主義共和國，並繼承與塞内加尔的外交關係。越南国家副主席阮友寿、阮氏萍亦曾于1973年、1995年相继访问塞内加尔。

### 外交代表机构
1980年，越南驻塞内加尔大使馆因为经费考量而暫停運作，並改由驻阿尔及利亚大使馆兼辖。
塞内加尔在建交后曾派遣驻日大使馆兼辖越南，自2022年起，对越南的相关事务改由驻马来西亚大使馆兼辖。
两国政府正在考虑于对方首都互设名誉领事，以期发展两国民间经贸关系。

## 经济关系
20世纪初期的越南曾是塞内加尔主要的大米来源国:168。近年，越塞双边贸易额有减少趋势，而在2020年以后因受2019冠状病毒病疫情的影响，双边贸易更为受限，越南对塞出口额仅为3900万美元，主要出口大米，并从塞内加尔进口腰果等。
两国相互直接投资额有限，2021年4月，越南、阿尔及利亚及塞内加尔举行了三边贸易投资促进会，以期促进越南与塞内加尔企业间的贸易、工业合作及相互投资。而塞國政府亦正在积极吸引越南企业赴塞参与大米加工、海产养殖与加工、矿产开发、腰果加工等领域的投资。

## 人文交流
在1997-2005年，越南参与了联合国粮农组织和塞内加尔共同发起的粮农组织三方农业合作计划，派出了100多名农业专家和技术人员赴塞援助发展水稻种植。并得到了塞内加尔政府的高度评价，2003年5月，塞内加尔政府决定为时任越南农业农村发展部部长黎辉午授予雄狮勋章，以表彰他对塞内加尔农业的贡献。在教育领域，越南政府正在为塞内加尔学生赴越深造，主修航海和农业学科提供协助。而部分越裔塞内加尔人也表示希望越南政府为他们提供越南语教育培训。
在二战至第一次印度支那战争期间，一些越南妇女嫁给了塞内加尔雇佣兵，其中一些妇女更随夫返回塞内加尔，成为了越南裔塞內加爾人，他们亦将越南粉卷、鱼露等食物传入了塞内加尔，至今已经在当地形成了有规模的越裔社区。但大部分人已经不会讲越南语。